# プント国

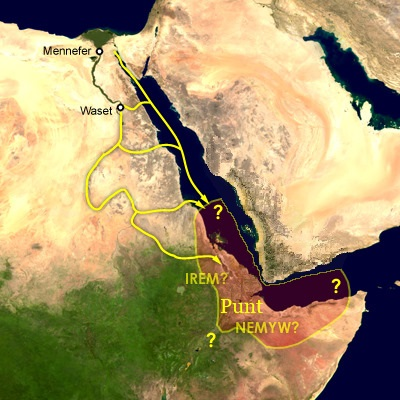
古文献に示されたプントへの道筋と、プント国の比定地

プント国（プントこく、プゥエネト、Land of Punt, Pwenet, Pwene, 希: Φουδ）は、古代エジプトの貿易相手国の一つ。金、香料、アフリカン・ブラックウッド、コクタン、象牙、奴隷、野生動物などをエジプトに輸出していた。当時、プントは「神の国 (Ta netjer)」と呼ばれていた:1/433。
プント国の正確な位置は不明であるが、エジプトの南東にあったとする学者が大勢であり、ソマリア、ジブチ、エリトリア、スーダンなどに比定されている。アラビアにあったと主張する学者もいる。

## 古代エジプトとの交易

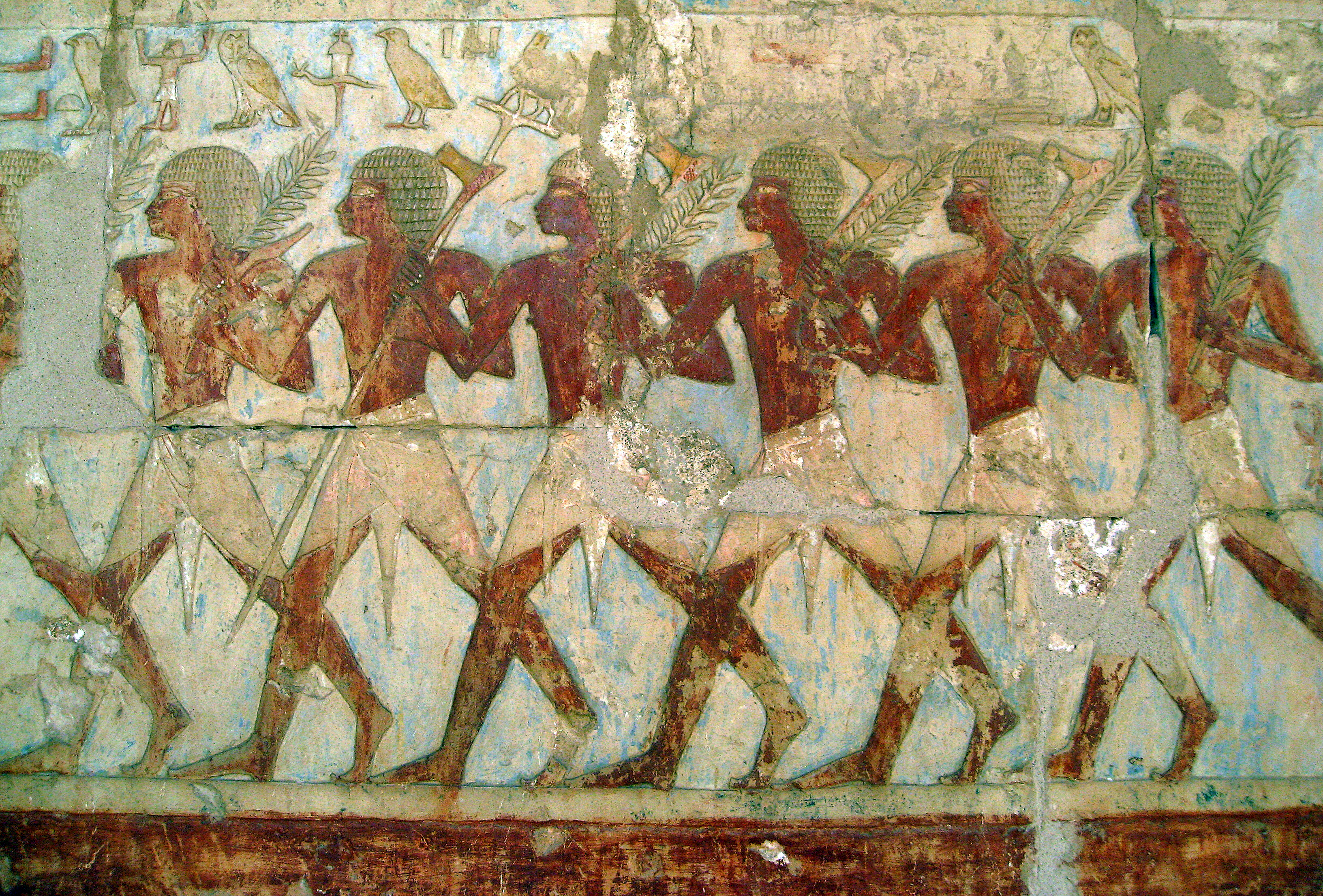
ハトシェプスト王9年にプント国に遠征した兵士の絵。ハトシェプスト女王葬祭殿。

ハトシェプスト時代のプントの住居

紀元前26世紀、エジプト第4王朝のクフ王の時代、プント国から黄金がもたらされたという記録がある。また、紀元前25世紀、エジプト第5王朝のサフラー王はプント国との交易をおこなっており:1/161、没薬と白金が輸入されている。ウナス王もプント交易を行っている:p.86。その後も、エジプト第6王朝もプント国の記録を残している。
エジプト第11王朝のメンチュヘテプ3世の時代（紀元前1950年頃）、ハンヌという人物がプント国への航海を計画しているが、実際に行ったのかどうかは不明である:1/427-433。この時代にエジプトから紅海までの陸路の整備が行われている:p.116。
エジプト第12王朝のセンウセルト1世と次代のアメンエムハト2世は、プントに探検隊を送り込むことに成功している:p.145。エジプト第12王朝時代には難破した水夫の物語という物語が作られており、その中にプント国の詳細な描写が登場する。
紀元前15世紀のエジプト第18王朝のハトシェプスト女王は古代エジプトでプントとの交易に最も熱心なファラオの一人だった。ハトシェプストは、カルナック神殿の埋葬品を調達するため、ヌビアの金を財源に紅海艦隊を作り、アカバ湾の最奥エイラートから、約500年ぶりとなるプントとの交易を行っていた。ハトシェプストの時代、プントからは乳香と没薬がもたらされている。ハトシェプスト女王葬祭殿には5隻の船団による航海の記録がレリーフで残されている:p.149。そこには、ハトシェプストが航海責任者で大臣でもあるネシにプントから宝物を奪い取るよう命じたかのような説明があり:p.147、エジプトに有利な不平等貿易だった様子が窺える。もっとも、ハトシェプスト女王葬祭殿のレリーフには誇張もある。ネシが行ったのは単なる交易で、対価として青銅製品や装身具などが渡されており、その交易もハトシェプストの時代より昔から行われていたものであって、プントの王もネシを歓迎しているとする説もある:p.147, 149。プントから輸出された品は、香料やコクタンの他、アフリカ各地から運ばれてきた金、象牙、毛皮などだった。レリーフによれば、当時のプント王の名はパラフ、王妃はアティであった:1/246-295。プントの住居は高床建物だった。当時のエジプト人にとって、プントへの航海は今日の月旅行に匹敵するほどの難事業だった:p.145, 148。ハトシェプスト王の統治9年、神アメンへの航海成功の祈願が残されており、そこに生きたままの香の樹を始めとする宝物を持ち帰るとの決意が述べられている。実際、葬祭殿の参道からその香と同じ種類と思われる木片が見つかっている。同じく第18王朝のトトメス3世の33年と38年や、アメンホテプ3世の時代にもプントとの交易が行われている:pp.145-146。
プントとの交易は、エジプト第20王朝でも続けられている:pp.145-146。
エジプト第20王朝の時代、つまりエジプト新王国の時代が終わると、プントとの交易は途絶えた。その後、プントは神話と伝説の国となり、非現実的な夢の国として語られるようになった:p.146。

## 場所
大ハリス・パピルスには、エジプト第20王朝の初期の王ラムセス3世の時代のプントへの旅程が記されている。それによると、コプトスまではナイル川を使い、そこで輸入品を輸出品と積み替え、降ろされた輸出品は、ロバと人力で陸路を、紅海（Qusayr）まで運ばれ、そこからプントまでは船が使われた。紅海を通ったことは、描かれた魚の種類からの推定である。陸路はワディ・ハンママートなどである。ワディとは涸れ川のことで、当時、砂漠を通る道としてよく利用されていた。

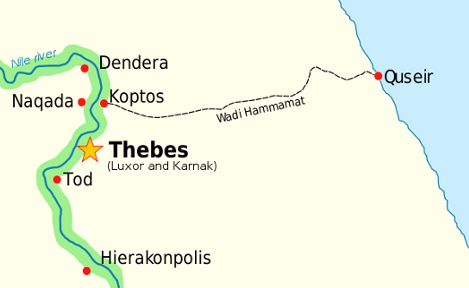
主要都市テーベ、コプトス、陸路ワディ・ハンママート（点線）。

2003年、テーベの南50キロメートルの町エル・カブにあるエジプト第17王朝時代の地方領主Sobeknakht IIの墓から見つかった文献には「エジプトとエル・カブは、クシュとその同盟国プントに南部から攻撃された」との説明が書かれている。クシュはナイル川の上流にある国で、今日のスーダンにあった。
プントはアフリカ東部にあったと説が有力である。根拠としては、ハトシェプストの遺跡に見られるプントの物産が、アフリカ東部にはあり、アラビアには無いものが多いためである。例えば金、没薬、コクタン、ゾウなどが挙げられる。野生動物としてキリン、ヒヒ、カバ、ヒョウも描かれている。そのためもあり、ソマリア、ジブチ、エリトリア、スーダンなどに比定されている。現代の学者リチャード・パンカーストは「古代エジプト人は、紅海南部の沿岸を漠然とプントと呼んでいたが、金や象牙の産地として取り上げられることが多いことから見て、主にアフリカ沿岸を指していたのだろう」と述べている:p.147
ブリタニカ百科事典はプントについて「古代エジプト、ギリシア時代においての地方名で、紅海およびアデン湾の南岸、今日のエリトリア、ソマリア、ジブチ沿岸である」と説明している。考古学者の吉村作治は著書の中でスーダン、エリトリアが有力としている。
古代エジプトでは紀元前800年頃から紀元前554年頃にかけてのヒヒのミイラが発見されており、ドイツ・コンスタンツ大学の研究者らがこれらのミイラからミトコンドリアDNAを抽出し分析した結果、現在のエリトリア周辺に生息する個体群と遺伝的に近いことが明らかとなった。ヒヒは先述の交易により古代エジプトに持ち込まれたものであり、プント国はエリトリアのアドゥリスのことであった可能性が高いとの見解を示した。
ただし、ディトリ・ミークスは古代エジプトの文献に書かれている周辺地域の状況から、プントはアラビア半島であるとの説を取っている。

## 神の国
古代エジプト人は時にプントを「神の国」（Ta netjer）と呼んでいた。これはプントがエジプトから見て太陽神の方角、すなわち南東に位置したと思われること、あるいはプントからの交易品、とりわけ乳香が主に寺院で使われたことによると言われている。
ただし、プントに限らずエジプト東方のアジア、エジプト北東のレバノンなどからも、寺院の木材などがもたらされることから「神の国」と呼ばれたこともある。
古い文献には「神の土地とは祖先の土地の意味であり、エジプト人はプント方面からやってきた」とする説明もある。1970年のジョン・ホワイト、1939年のW. M. フリンダー、1914年のE. A. ワリス・ブッジなどが代表的な提唱者である。

## ギャラリー
| ハトシェプスト女王葬祭殿のレリーフに残されたプント王妃の肖像画。この王妃の特徴的な姿勢は病気等によるものだとの説もあり、例えば脂肪臀症:p.179、象皮病、筋ジストロフィーなどが推定されている。 | エジプト文字によるプント（pwenet）の綴り。エジプト新王国の頃は末尾のtは発音されなかった。ウサギは「wn」、最後の記号は「国」を意味する。 | プントの住宅と香木のレリーフ | プントの様子のレリーフ | プントの住宅の想像図 |

## 古い文献
- Johannes Dumichen: Die Flotte einer ägyptischen Königin, Leipzig, 1868.
- Wilhelm Max Müller: Asien und Europa nach altägyptischen Denkmälern, Leipzig, 1893.
- Adolf Erman: Life in Ancient Egypt, London, 1894.
- Édouard Naville: "Deir-el-Bahri" in Egypt Exploration Fund, Memoirs XII, XIII, XIV, and XIX, London, 1894 et seq.
- James Henry Breasted: A History of the Ancient Egyptians, New York, 1908.

### News reports on Wadi Gawasis excavations
- Archaeologists discover ancient ships in Egypt (Boston University Bridge, 18 March 2005).  Excavations at Wadi Gawasis, possibly the ancient Egyptian port Saaw.
- Remains of ancient Egyptian seafaring ships discovered (New Scientist, 23 March 2005).
- Egyptian sea vessel artifacts discovered at pharaonic port of Mersa Gawasis along Red Sea coast (EurekAlert, 21 April 2005).
- University professor finds ancient shipwreck (Boston University Daily Free Press, 27 April 2005).
- Ancient Mariners: Caves harbor view of early Egyptian sailors (Science News Online, 7 May 2005).
- Sailing to distant lands (Al Ahram, 2 June 2005).
- Ancient ship remains are unearthed (Deutsche Press Agentur, 26 January 2006).
- 4,000-year-old shipyard unearthed in Egypt (MSNBC, 6 March 2006).